# Primolius couloni
L'ara testablu (Primolius couloni Sclater, 1876) è un uccello della famiglia degli Psittacidi originario del Perù orientale (a eccezione delle regioni settentrionali), della Bolivia nord-occidentale (specialmente nel Pando) e dell'estremità occidentale del Brasile (solamente nell'Acre). La sua lunghezza totale di circa 41 cm ne fa una delle specie di piccole are riunite nel gruppo delle cosiddette «mini-are», che comprende tutte le specie di ara lunghe meno di 50 cm. Come tutte le are, presenta una coda lunga e appuntita e un becco grosso e robusto.

## Descrizione
L'ara testablu è lunga 41 cm. Ha piumaggio generale verde (che in alcune parti, ad esempio quelle inferiori, assume una tonalità oliva) e testa, remiganti e copritrici primarie azzurre. La faccia superiore della coda è amaranto alla base, verde al centro e azzurra all'estremità. Il sottocoda e il sottoala sono giallo-verdastri come quelli di altre piccole specie di ara (ad esempio l'ara panciarossa e l'ara dal collare). Il becco è color corno-grigiastro chiaro con la base nera (la colorazione del becco varia da un individuo all'altro, ma negli adulti il ramo superiore è generalmente più chiaro). L'iride è biancastra e attorno all'occhio è presente un sottile anello amaranto, spesso poco visibile. Diversamente da quasi tutte le altre are, ha la pelle della faccia e le guance color grigiastro scuro. Le zampe sono di un rosa tenue. Gli immaturi somigliano agli adulti, ma hanno il becco completamente nero, le zampe grigie, l'iride più scura e la pelle della faccia e le guance bianche.

## Tassonomia
Recentemente è stata spesso classificata nel genere Propyrrhura, ma tale nome non rispetta le regole dell'ICZN. In passato veniva anche classificata nel genere Ara, ma attualmente in tale genere vengono incluse solo alcune delle are più grandi.

## Habitat
Vive nell'Amazzonia sud-occidentale e sulle pendici orientali delle Ande ad essa adiacenti. Predilige le zone aperte all'interno della foresta umida, ad esempio quelle lungo i fiumi o le radure, ma è stata osservata anche nelle paludi di palma moriche e nelle periferie delle città. Si incontra dalle pianure ai 1550 metri di quota. Come altre specie di pappagallo, l'ara testablu visita spesso i depositi di argilla.

## Biologia
Non conosciamo molto delle abitudini riproduttive di questa specie in natura, ma due nidi appartenenti in apparenza a questo volatile sono stati trovati uno nel fusto cavo di un bambù e l'altro nella cavità di un albero. In cattività, il ciclo riproduttivo sembra seguire un andamento annuale e per ogni covata vengono deposte di norma 2-4 uova. In natura l'ara testablu viene avvistata di solito in gruppi di 2-4 esemplari, ma in alcuni casi eccezionali sono stati visti fino a 60 individui circa. Emette un richiamo dai toni alti, meno sgradevole di quello della maggior parte delle altre are.

## Conservazione
Fino a pochi anni fa questa specie era ritenuta abbastanza comune, ma dopo alcuni studi svolti nel 2006 BirdLife International dichiarò che era divenuta molto rara e che ne rimanevano 1000-2500 esemplari. Proprio per questo motivo nella Lista rossa IUCN del 2007 venne inserita tra le specie in pericolo. Alcune zone dell'areale della specie, tuttavia, sono ancora poco conosciute e proprio per questo motivo gli studiosi Tobias e Brightsmith (2007) hanno ipotizzato che le stime precedenti erano troppo basse, dichiarando più probabile una stima di 9200-46.000 esemplari adulti. Stando così le cose, la specie è stata successivamente inserita tra le specie vulnerabili.
Gran parte delle foreste dell'areale dell'ara testablu sono tuttora intatte, ma la deforestazione, almeno in alcune località, costituisce una minaccia alla sua sopravvivenza. La specie si incontra in alcune aree protette, ad esempio Tambopata-Candamo e Manu.
Anche le potenziali catture di esemplari selvatici da immettere nel commercio di uccelli da voliera costituiscono un serio problema. Gli esemplari di ara testablu in cattività sono molto rari e di conseguenza il loro prezzo è elevato (12.500 $ in Europa). Il commercio internazionale di questa specie era quasi inesistente nel 1993, quando la CITES registrò solamente tre esemplari venduti legalmente, ma già nel 2000 il numero di esemplari venduti era salito a 55. Nell'agosto 2007 l'ISIS (Sistema Internazionale di Informazioni sulle Specie) registrò 26 esemplari presenti in zoo al di fuori dei Paesi di origine di questa specie, mentre al Loro Parque di Tenerife (struttura non presa in esame dall'ISIS) ve ne erano più di 35. Secondo la CITES nel periodo 1993-2000 vennero venduti illegalmente 50 esemplari di ara testablu e nel 2001 un'indagine svolta in Germania segnalò che in quell'anno erano stati venduti 30 esemplari.